# Base del Cuerpo de Marines Camp Blaz
La Base del Cuerpo de Marines Camp Blaz es una instalación del Cuerpo de Marines de los Estados Unidos de América, que se encuentra ubicada en el pueblo de Dededo, en el noroeste de Guam.

## Historia
La base se activó el 1 de octubre de 2020, convirtiéndose en la primera nueva instalación del Cuerpo de Marines desde el 1 de marzo de 1952. No obstante, no fue hasta el 25 de enero de 2023 que fue inaugurada oficialmente, dando lugar a una ceremonia el 26 de enero. La base lleva el nombre del Brigadier General Vicente T. "Ben" Blaz, primera persona de una minoría étnica que alcanzó el rango de General en el Cuerpo de Marines de los Estados Unidos, y también quien fuera la persona de origen chamorro, pueblo indígena de las Islas Marianas, de más alto rango en la historia.
La base albergará a los Marines reubicados desde instalaciones en la Prefectura de Okinawa, Estado del Japón, y cuya reubicación final se encuentra prevista para el año 2025. Tanto esta base como la Base Naval de Guam y la Base de la Fuerza Aérea Andersen se encuentran bajo la gestión de la Región Conjunta de las Marianas, dependiente a su vez del Comando de Instalaciones Navales de la Armada de los Estados Unidos. Sus dormitorios principales se encuentran ubicados junto a la Estación Naval de Computación y Telecomunicaciones de Guam, y se prevé que podrá albergar, de forma permanente, a 1300 infantes de marina, a su vez que apoya a unos 3700 infantes de marina adicionales en destinos rotativos, con múltiples campos de tiro e instalaciones de capacitación, junto a otras instalaciones de apoyo.